# Улица Пеэтера Сюда
У́лица Пе́этера Сю́да (эст. Peeter Süda tänav) — улица в Таллине, столице Эстонии.

## География
Пролегает в микрорайоне Татари городского района Кесклинн. Начинается от Пярнуского шоссе, пересекается с улицами Сакала и Ахью и заканчивается на перекрёстке с улицей Лийвалайа.
Протяжённость — 368 метров.

## История
Своё название улица официально получила 17 января 1923 года в честь эстонского композитора Пеэтера Сюда.
Общественный транспорт по улице не курсирует.

## Застройка
Застройка улицы большей частью является исторической (конец XIX — первая половина XX века). Застройка XXI века: 4-этажный жилой дом адресу ул. П. Сюда 10 (построен в 2002 году) и 6-этажный офисно-жилой дом по адресу ул. П. Сюда 11 (построен в 2003 году).

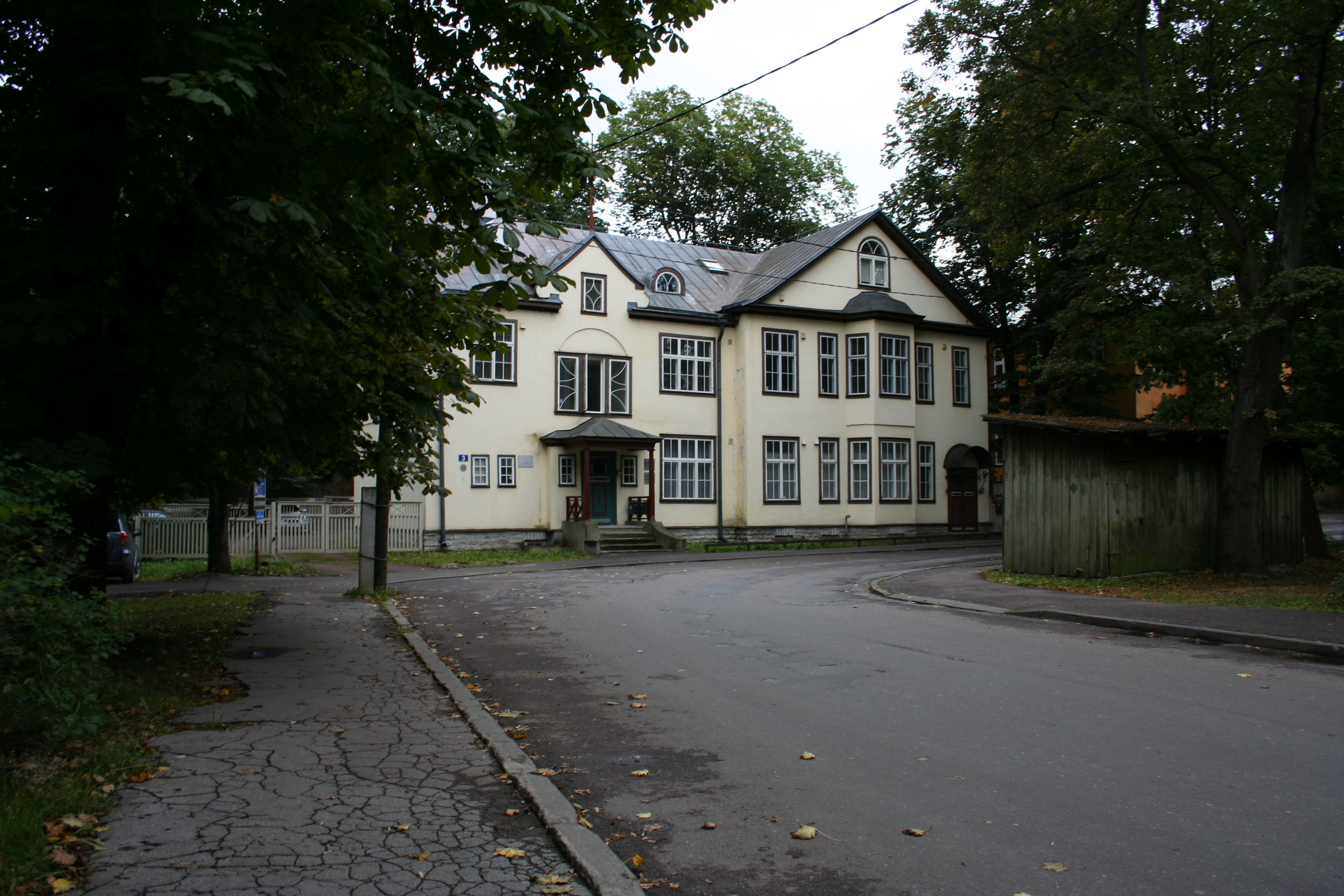
Дом 3 в 2011 году

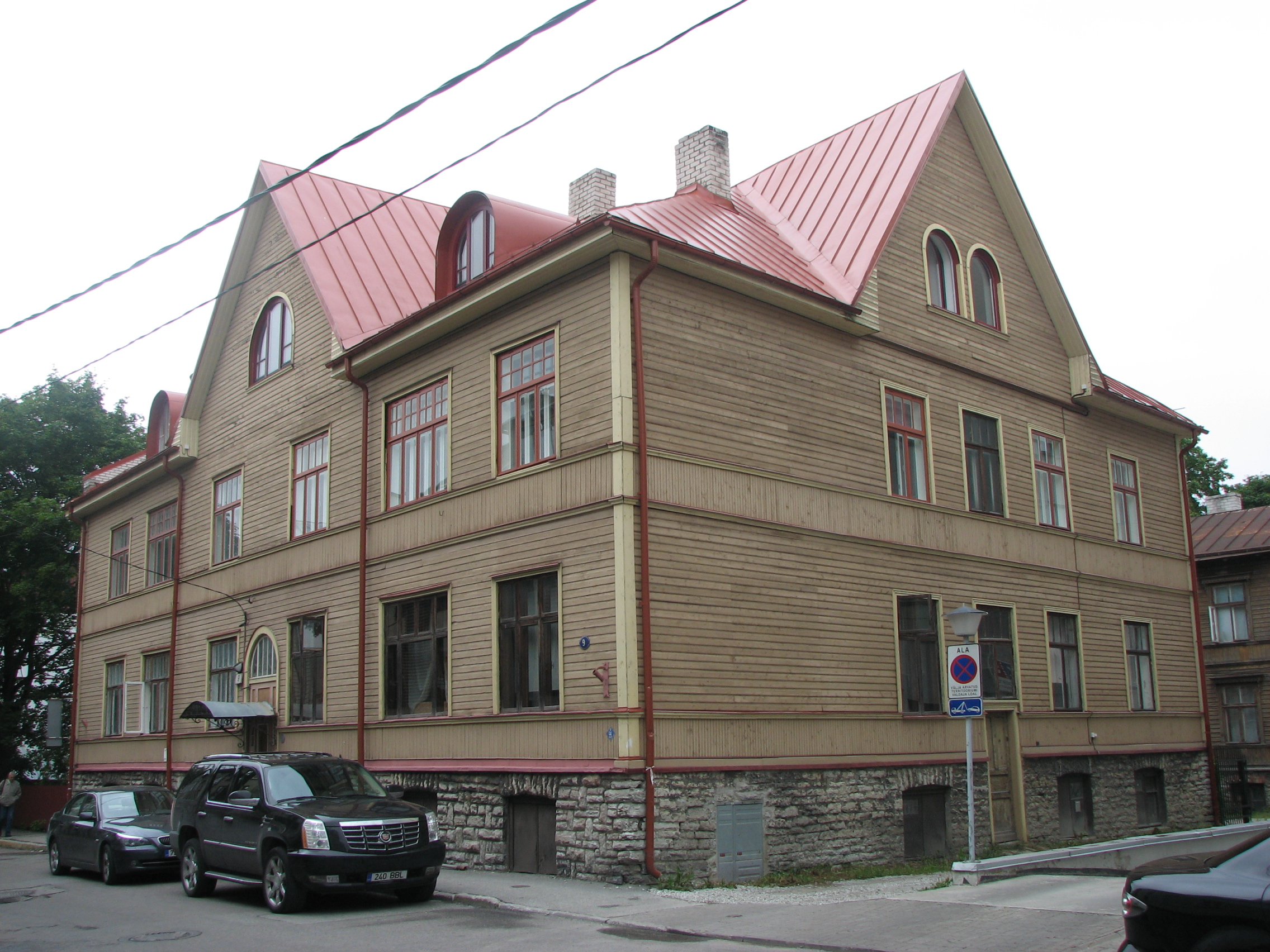
Дом 9 в 2011 году

Восемь расположенных на улице домов внесены в Государственный регистр памятников культуры Эстонии как памятники архитектуры:
- P. Süda tn 2 — хорошо сохранившийся 2-этажный квартирный дом XIX века. Один из старейших деревянных домов в центре Таллина[5];

- P. Süda tn 3 — 3-этажный квартирный дом на плитняковом фундаменте с подвальным этажом, построен в 1920-х годах. Представительный образец творчества архитектора Эрнста Кюнерта. По бокам от главного входа — соответствующие стилю строения деревянные перила, изначальная парадная дверь отлично сохранилась. В доме есть балкон со стороны двора. Архитектор также является автором проектов соседних домов (2А и 3А), построенных в то же время[6];
- P. Süda tn 3A — представительный жилой дом в стиле модерн, яркий образец творчества Эрнста Кюнерта[7];
- P. Süda tn 5 — 2-этажный дом в стиле модерн из вертикальных брёвен, в котором изначально были 4 квартиры. Здание вытянутой формы, правым боком выходящее на улицу, главный вход в которое находится на центральной оси переднего фасада. Спроектировано в 1910 году и построено, вероятно, в 1911 году. Сохранились детали стильного оригинального интерьера[8];
- P. Süda tn 7 — характерный для района Сюда—Татари жилой дом с большими квартирами, ориентированный на более обеспеченный средний класс. Спроектирован Н. В. Васильевым в 1911—1912 годах и построен в 1914 году[4][9];
- P. Süda tn 8 — 2-этажный бревенчатый жилой дом в стиле модерн с высоким цокольным этажом и большими представительными квартирами, характерный для района Сюда—Татари. Имеет основной план в виде буквы L. Построен в 1911 году по проекту инженера Эрнста Буштедта[эст.][10];
- P. Süda tn 9 — яркий образец деревянного дома начала XX века, проект перестройки которого разработал Герберт Йохансон[эст.] (1884—1964). Деревянный дом с уникальным дизайном, внешний вид которого образует высокий цоколь из плитняка, декоративный деревянный сайдинг, остроконечные объемы крыши и массивные арочные окна. Жестяная крыша дома заменена; переставлены дымоходы из силикатного кирпича. Строительство дома началось в 1911 году, перестройка была выполнена в 1924 году[11];
- P. Süda tn 15 (регистровый номер дома — 13) — характерный для района Сюда—Татари жилой дом с большими квартирами. Здание из вертикальных брёвен построено по проекту инженера М. Клибанского под строительным надзором Эрнста Буштедта в 1913 году, предположительно с использованием каких-то более старых строительных конструкций. В отличие от других домов в этом районе, здание значительно отступает от линии улицы. Перед домом расположен просторный палисадник с высоким озеленением, отделённый от улицы красивой кованой оградой. Первоначально на каждом этаже дома располагалось по одной большой квартире. В здании есть детали как в стиле модерн (выход на балкон), так и в стиле историзма (арочные окна на первом этаже)[12]

## Учреждения
- P. Süda tn 6 — детский сад «Сипсик» (Tallinna Lasteaed Sipsik)[13], 2-этажное здание построено в 1957 году;
- P. Süda tn 15 — Культурный центр «Рявала» (Rävala kultuurikeskus)[14].

## Галерея

Улица Пеэтера Сюда
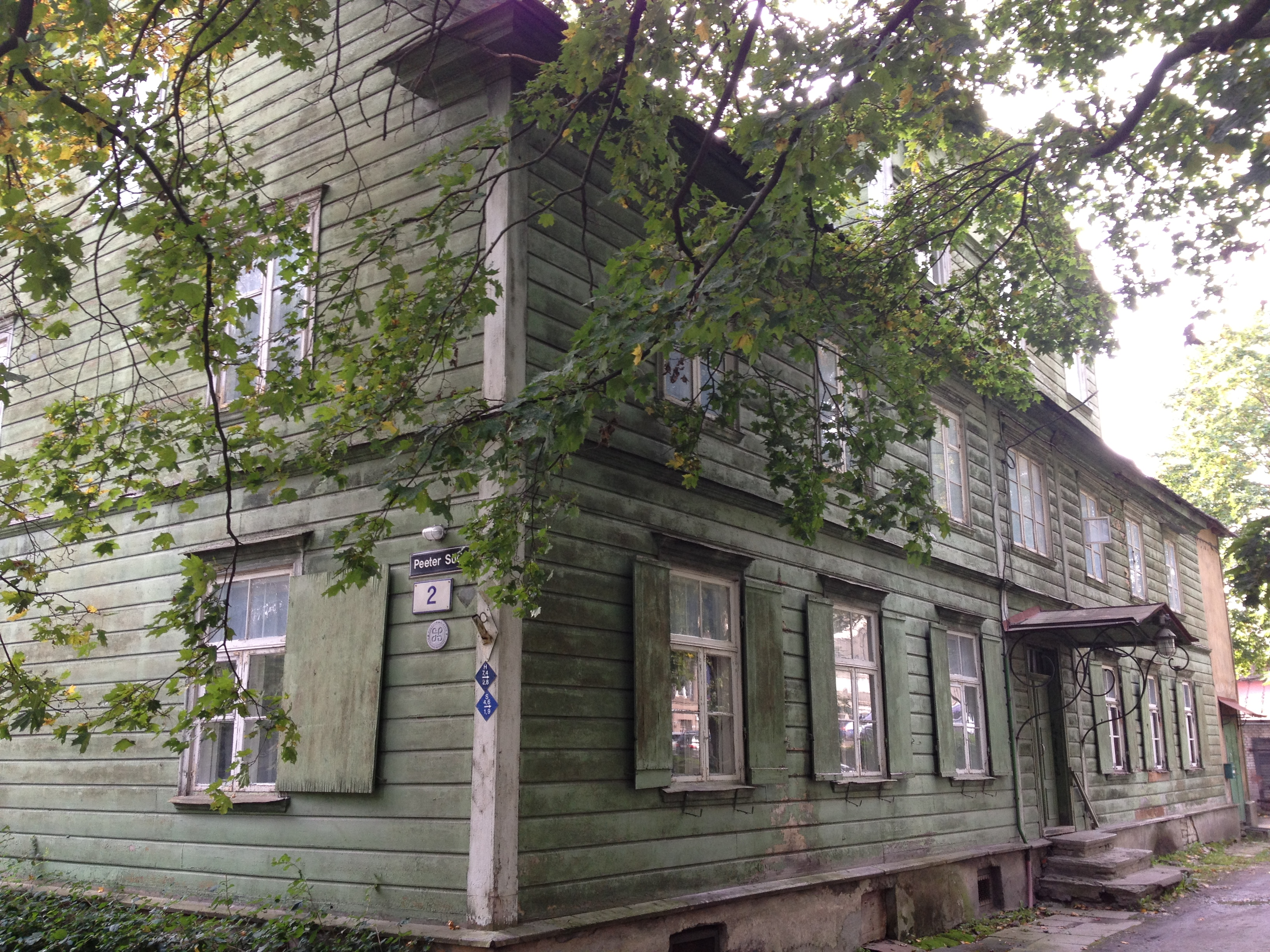
Дом 2 в 2012 году (памятник культуры)
Дом 2А в 2009 году, построен в 1940 году
Дом 3 (памятник культуры)
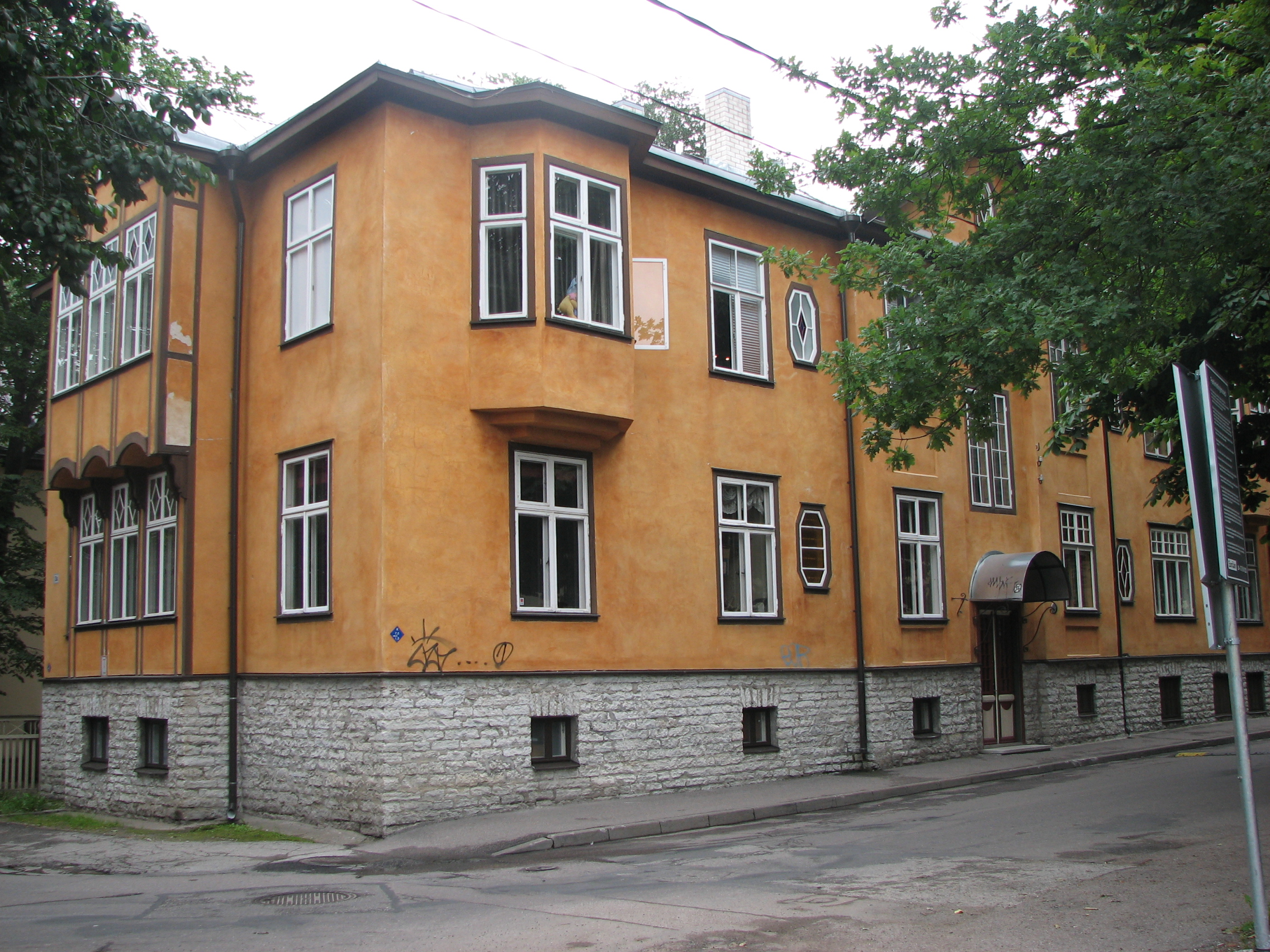
Дом 3А в 2011 году (памятник культуры)
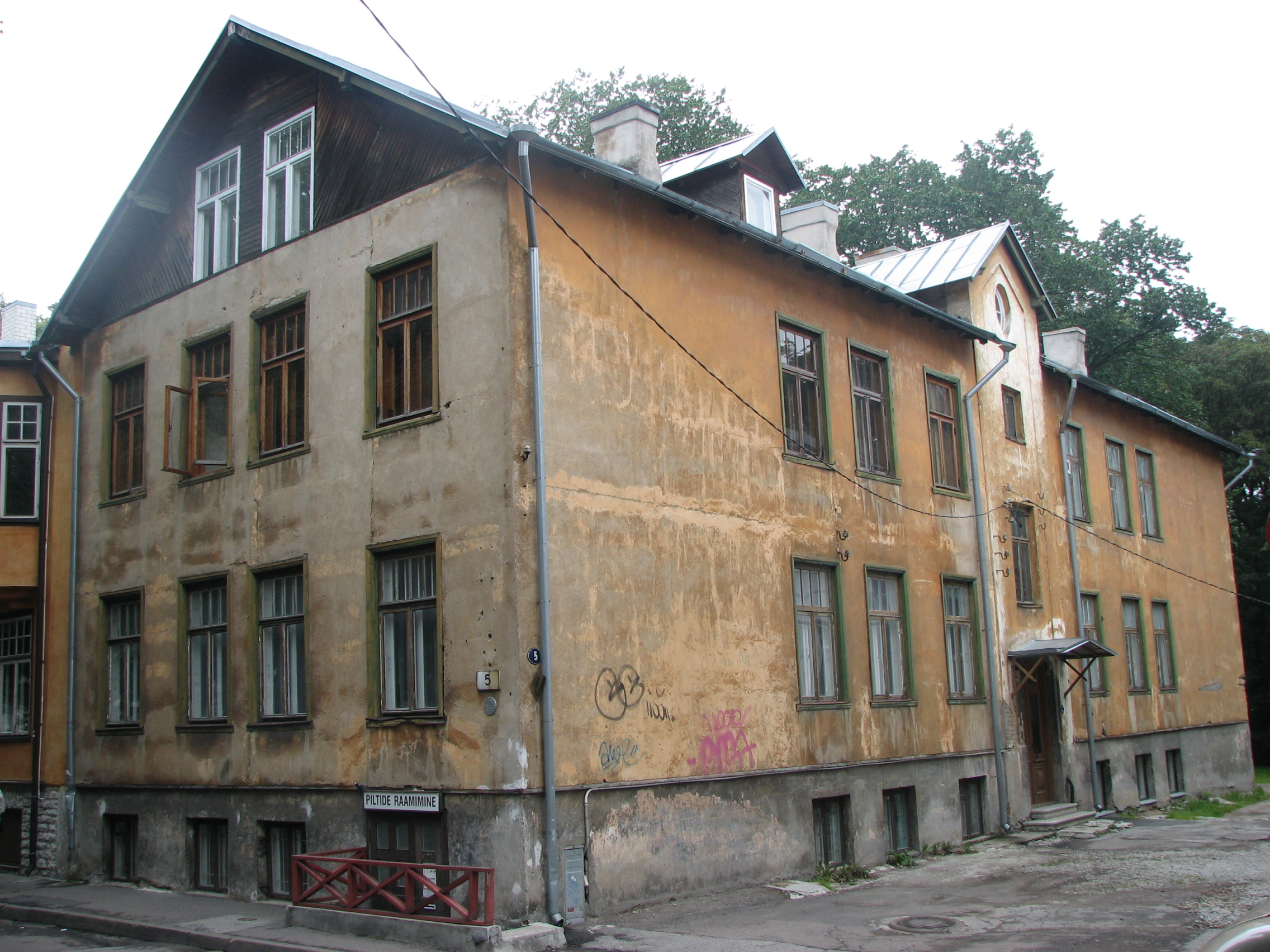
Дом 5 в 2011 году (памятник культуры)
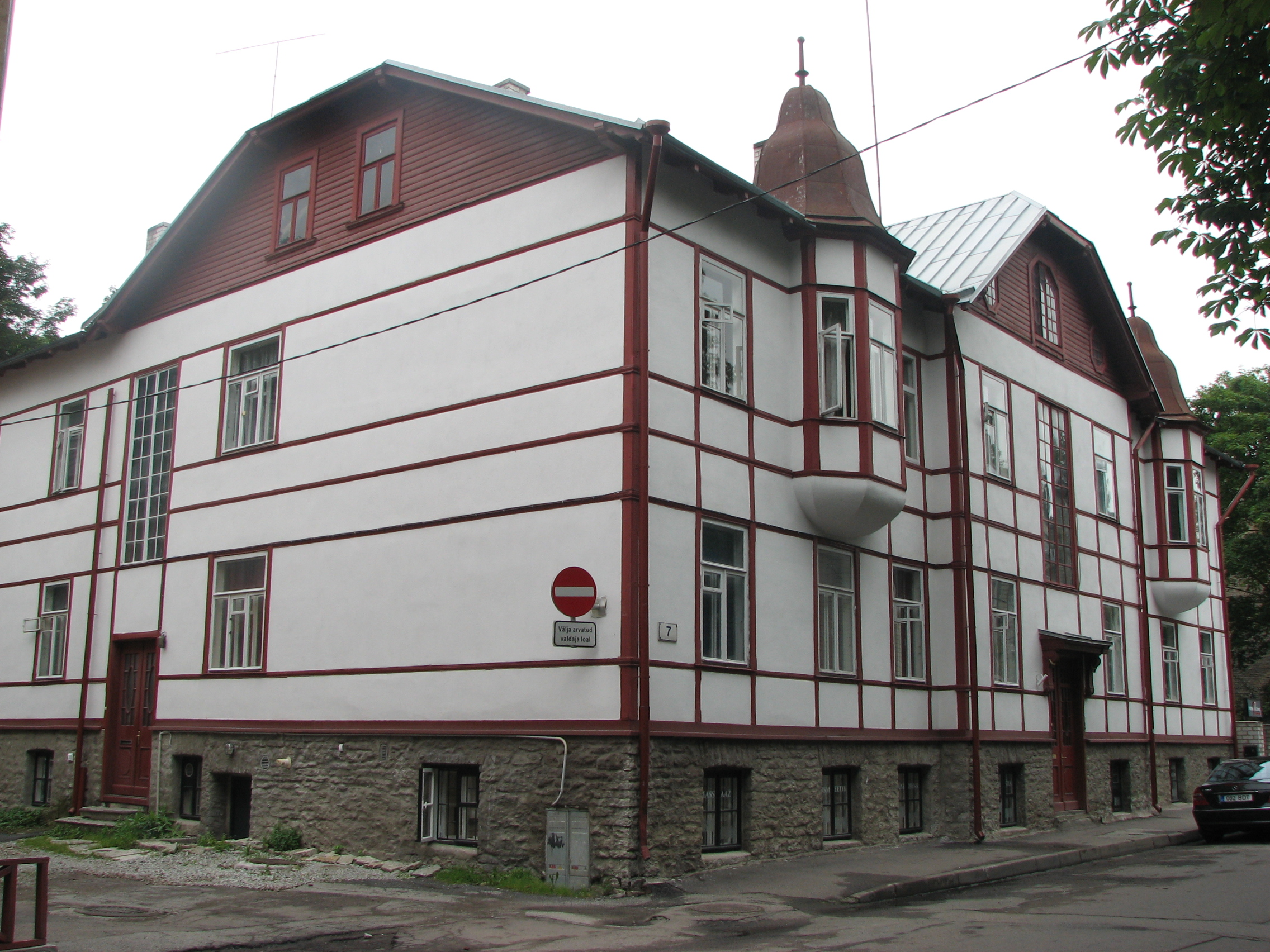
Дом 7 в 2011 году (памятник культуры)
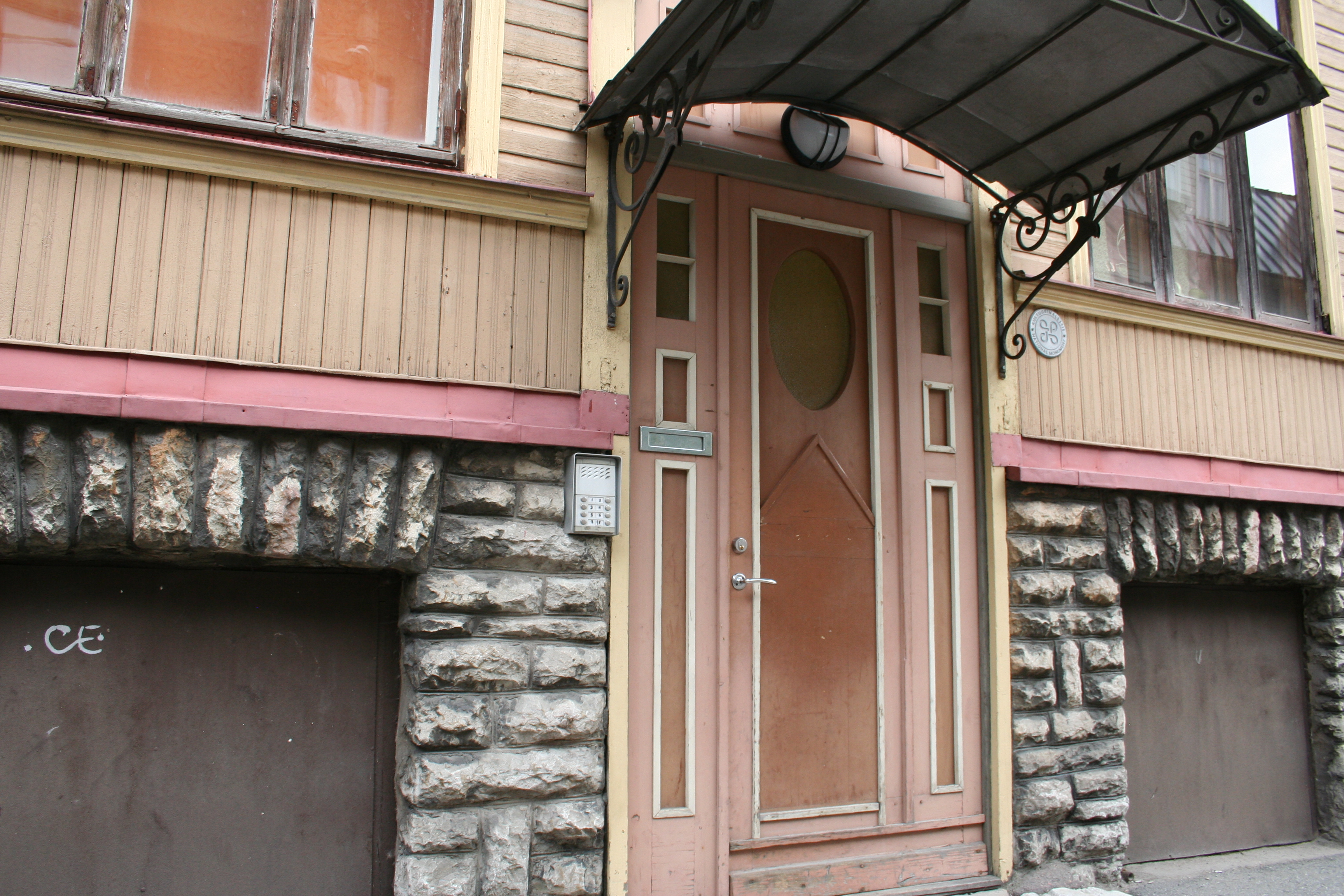
Входная дверь дома 9
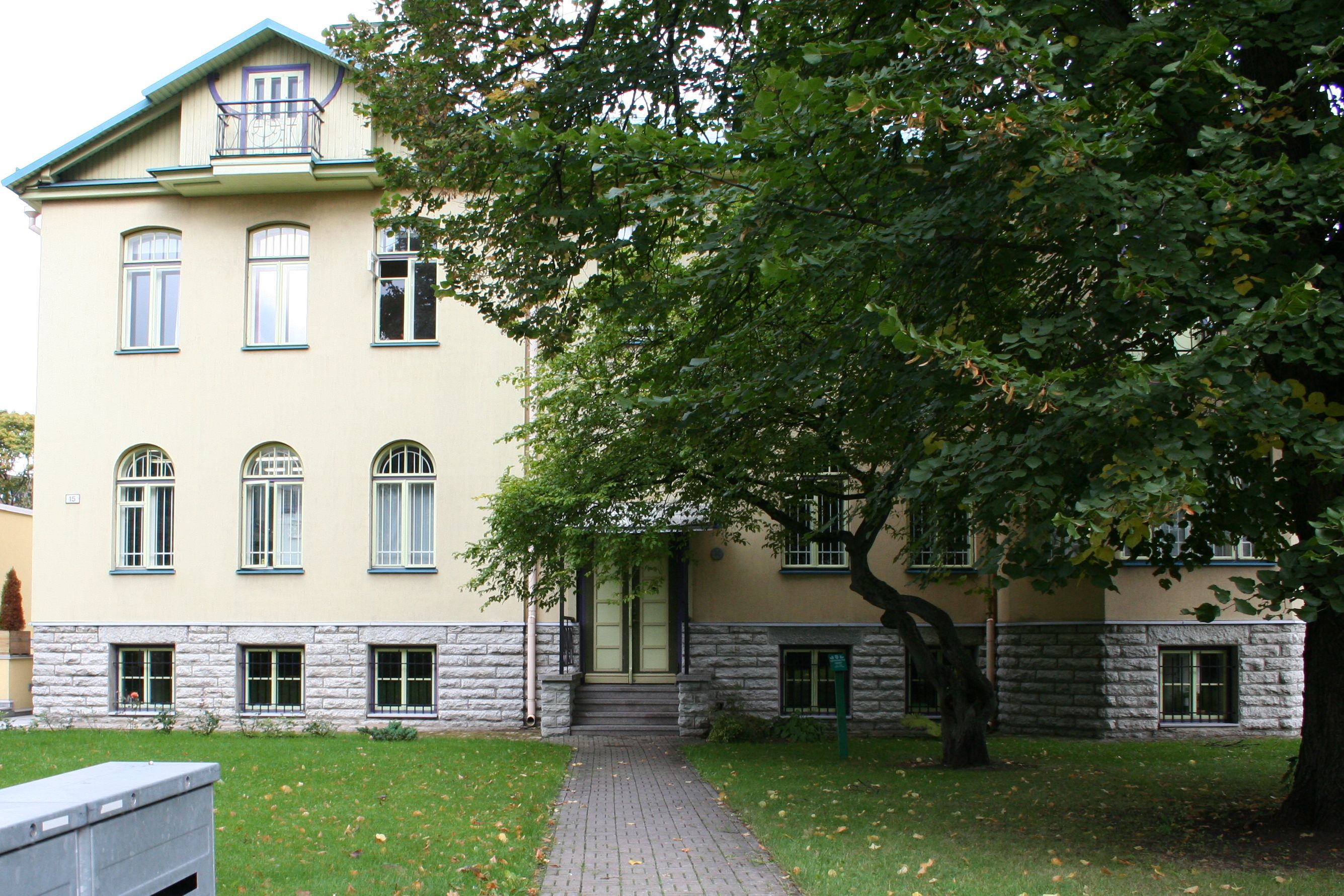
Дом 13 (15) в 2013 году (памятник культуры), Культурный центр «Рявала»